# Kimeli Teimet
Sylvester Kimeli Teimet, född den 1 januari 1984, är en kenyansk friidrottare som tävlar i långdistanslöpning och maraton.
Han vann Göteborgsvarvet 2007 och 2008. 2008 vann han på den nya rekordtiden 1.01.21. År 2009 vann han Tokyo Marathon med ett pris på en miljon dollar och året därpå vann han Seoul Marathon. På den sistnämnda slog han samtidigt nytt banrekord med en tid på 2.06.49.

## Personliga rekord
- Halvmaraton - 1:01.21[3]
- Maraton - 2:06.49[3]